# Антоніу Соуза
Антоніу Аугусту Гоміш де Соуза (порт. António Augusto Gomes de Sousa, нар. 28 квітня 1957, Сан-Жуан-да-Мадейра) — португальський футболіст, що грав на позиції півзахисника. Виступав за національну збірну Португалії. По завершенні ігрової кар'єри — тренер.
Чемпіон Португалії. Володар Кубка чемпіонів УЄФА. Володар Суперкубка УЄФА. Володар Міжконтинентального кубка.

## Клубна кар'єра
У дорослому футболі дебютував 1975 року виступами за команду клубу «Бейра-Мар», в якій провів чотири сезони, взявши участь у 88 матчах чемпіонату.
Своєю грою за цю команду привернув увагу представників тренерського штабу клубу «Порту», до складу якого приєднався 1980 року. Відіграв за клуб з Порту наступні чотири сезони своєї ігрової кар'єри. Більшість часу, проведеного у складі «Порту», був основним гравцем команди.
Згодом з 1984 по 1994 рік грав у складі команд клубів «Спортінг», «Порту», «Бейра-Мар» та «Жіл Вісенте». Протягом свого другого приходу до «Порту» (1986–1989) виборов титул чемпіона Португалії, ставав володарем Кубка чемпіонів УЄФА, володарем Суперкубка УЄФА, володарем Міжконтинентального кубка.
Завершив професійну ігрову кар'єру у клубі «Оваренсе», за команду якого виступав протягом 1994—1995 років.

## Виступи за збірну
1981 року дебютував в офіційних матчах у складі національної збірної Португалії. Протягом кар'єри у національній команді, яка тривала 9 років, провів у формі головної команди країни 27 матчів, забивши 1 гол.
У складі збірної був учасником чемпіонату Європи 1984 року у Франції, на якому команда здобула бронзові нагороди, чемпіонату світу 1986 року в Мексиці.

## Кар'єра тренера
Розпочав тренерську кар'єру відразу ж по завершенні кар'єри гравця, 1995 року, очоливши тренерський штаб клубу «Санжуаненсі».
1997 року став головним тренером команди «Бейра-Мар», тренував клуб Авейру сім років.
Протягом тренерської кар'єри також очолював команди клубів «Ріу-Аве» та «Пенафіел».
Наразі останнім місцем тренерської роботи був клуб «Бейра-Мар», головним тренером команди якого Антоніу Соуза був протягом 2008 року.

## Особисте життя
Син Соузи, Рікарду, також футболіст і тренер. Син Рікарду, Афонсу, також футболіст.

## Досягнення
Гравець
- Чемпіон Португалії (1):

«Порту»: 1987-1988
- Володар Кубка Португалії (2):

«Порту»: 1983-1984, 1987-1988
- Володар Суперкубка Португалії з футболу (3):

«Порту»: 1981, 1983, 1986
- Володар Кубка чемпіонів УЄФА (1):

«Порту»: 1986-1987
- Володар Суперкубка Європи (1):

«Порту»: 1987
- Володар Міжконтинентального кубка (1):

«Порту»: 1987
Тренер
- Володар Кубка Португалії (1):

«Бейра-Мар»: 1998-1999